# Establet
Establet – miejscowość i gmina we Francji, w regionie Owernia-Rodan-Alpy, w departamencie Drôme.
Według danych na rok 1990 gminę zamieszkiwało 19 osób, a gęstość zaludnienia wynosiła 2 osób/km² (wśród 2880 gmin regionu Rodan-Alpy Establet plasuje się na 1595. miejscu pod względem liczby ludności, natomiast pod względem powierzchni na miejscu 1159.).